# Claudius Maria von Bellegarde
Graf Claudius Maria von Bellegarde (auch: Claude Marie Noyel Bellegarde d’Entremont, * 1700 in Chambéry in Savoyen; † 26. Februar 1755 in Paris) war kursächsischer Generalleutnant und Diplomat.

## Leben

### Herkunft
Seine Eltern waren Jean-Francois (III.) von Bellegard und dessen Ehefrau Catherine-Francoise de Regard. Der Oberhofmeister und Kriegsminister Johann Franz von Bellegarde (1707–1769) war sein Bruder.

### Werdegang
Bellegarde ging 1730 in sächsische Dienste. Er wurde Kapitän der neuerrichteten Leib-Grenadiergarde. Er kommandierte im Lager bei Mühleberg eine Kompanie als Vertreter des verstorbenen Oberstleutnants Graf von Poniński. Als Nachfolger war der Graf Major von Frankenberg vorgesehen, dieser wurde aber nun befördert und Bellegarde konnte die Kompanie behalten. 1732 wurde er königlicher Kammerherr und gab die Kompanie an seinen Bruder ab, er selber kam als polnisch-sächsischer Gesandter an den Hof nach Turin, 1753 als Nachfolger von Johann Adolf von Loß († 1759) nach Paris. Er erhielt am 23. Dezember 1742 den Charakter eines Oberst der Infanterie, im Februar 1749 den als Generalmajor und am 12. Juli 1754 den als Generalleutnant. Er starb 1755 in Frankreich.

### Familie
Er heiratete 1736 Maria Aurora von Rutowski (* 1706), geschiedene Bieliński. Sie war die Schwester des Generals Rutowski und eine leibliche Tochter von König August II. Das Paar hatte zwei Kinder: der spätere Generalleutnant Moritz von Bellegarde und Frédérique Augusta Marie, die später François Sébastien de Chevron-Villette heiratete.
Am 30. November 1750 starb der Halbbruder seiner Frau Moritz von Sachsen in Frankreich; er hatte die Kinder seiner Schwester als Universalerben seines großen Vermögens eingesetzt. Bellegarde reiste daher am 8. Januar 1751 persönlich zum Schloss Chambord, um das Erbe entgegenzunehmen.